# ناتاليا كروز
ناتاليا كروز (بالإسبانية: Natalia Cruz)‏ هي صحفية كولومبية، ولدت في 18 أغسطس 1976 في بارانكيا في كولومبيا.

## وصلات خارجية
- الموقع الرسمي
- ناتاليا كروز على موقع IMDb (الإنجليزية)